# Tillé
Tillé là một xã thuộc tỉnh Oise trong vùng Hauts-de-France phía bắc nước Pháp. Xã này nằm ở khu vực có độ cao trung bình 112 mét trên mực nước biển. Sân bay Paris Beauvais Tillé nằm ở đây.